# Vern Schuppan
Vern Schuppan, avstralski dirkač Formule 1, * 19. marec 1943, Whyalla, Avstralija.
Vern Schuppan je upokojeni avstralski dirkač Formule 1. Debitiral je v sezoni 1972, ko je nastopil le na dirki za Veliko nagrado Belgije, kjer sploh ni štartal. V sezoni 1974 je nastopil na sedmih dirkah, toda na dve se mu ni uspelo kvalificirati, iz dveh je bil diskvalificiran, na dveh pa je odstopil, tako da je edino uvrstitev dosegel na Veliki nagradi Belgije, kjer je bil petnajsti. Po odstopu na edini dirki na kateri je nastopil v sezoni 1975, je v sezoni 1977 nastopil na štirih dirkah in na dirki za Veliko nagrado Nemčije je s sedmim mesto le za mesto zgrešil uvrstitev med dobitnike točke, a je dosegel sovjo najboljšo uvrstitev v karieri. Za tem ni več nikoli dirkal v Formuli 1, je pa leta 1983 zmagal na dirki 24 ur Le Mansa.

## Popolni rezultati Formule 1
(legenda) (odebeljene dirke pomenijo najboljši štartni položaj, poševne pa najhitrejši krog, †-uvrščen kljub odstopu)
| Leto | Moštvo                | Šasija       | Motor       | 1   | 2   | 3   | 4    | 5       | 6       | 7       | 8       | 9       | 10     | 11      | 12     | 13      | 14  | 15  | 16  | 17  | Prv | Toč |
| ---- | --------------------- | ------------ | ----------- | --- | --- | --- | ---- | ------- | ------- | ------- | ------- | ------- | ------ | ------- | ------ | ------- | --- | --- | --- | --- | --- | --- |
| 1972 | Marlboro BRM          | BRM P153B    | BRM V12     | ARG | JAR | ŠPA | MON  | BEL DNS | FRA     | VB      | NEM     | AVT     | ITA    | KAN     | ZDA    |         |     |     |     |     | -   | 0   |
| 1974 | Team Ensign           | Ensign N174  | Cosworth V8 | ARG | BRA | JAR | ŠPA  | BEL 15  | MON Ret | ŠVE DSQ | NIZ DSQ | FRA DNQ | VB DNQ | NEM Ret | AVT    | ITA     | KAN | ZDA |     |     | -   | 0   |
| 1975 | Embassy / Graham Hill | Hill GH1     | Cosworth V8 | ARG | BRA | JAR | ŠPA  | MON     | BEL     | ŠVE Ret | NIZ     | FRA     | VB     | NEM     | AVT    | ITA     | ZDA |     |     |     | -   | 0   |
| 1977 | Team Surtees          | Surtees TS19 | Cosworth V8 | ARG | BRA | JAR | ZZDA | ŠPA     | MON     | BEL     | ŠVE     | FRA     | VB 12  | NEM 7   | AVT 16 | NIZ DNQ | ITA | ZDA | KAN | JAP | -   | 0   |